# ケンポ・ツルティム・ロドゥ
ケンポ・ツルティム・ロドゥ（Tsultrim Lodrö、中: 慈诚罗珠、1962年 - ）はチベット仏教の僧侶で仏教学者。ラルン五明仏学院の副学院長を務める。

## 略歴
1962年、中国四川省カンゼ・チベット族自治州タンゴ県生まれ。1984年、ラルンガル僧院にて僧侶となる。ジグメ・プンツォク（Khenpo Jigme Phuntsok, 1933–2004）を根本上師（ラマ）として、論理学・般若学・中観学・倶舎学・律学、そして「ゾクチェン」、『時輪タントラ』などの密教聖典も学び、「ケンポ」位（仏教博士の学位）を取得。20年以上にわたって『秘密心髄タントラ（サンウェーニンポ）』、ロンチェンパの『七蔵（ズドゥン）』、『ニンティク・ヤシ』などを含む顕密の聖典を学ぶ。
ラルン五明仏学院の副学院長として、他の導師やサンガと共に不殺生や放生などの規律を強く提唱し、後進の育成にも務めている。

## 活動
欧米やアジアの大学における学術交流も活発に行い、これまでにアメリカ、ヨーロッパ、オーストラリア、東アジア、香港、台湾など世界各地へ赴き、オックスフォード大学、スタンフォード大学、ハーバード大学、コロンビア大学、シドニー大学、台湾大学などをはじめ、Google本社を含む企業や世界各地の仏教センターからの招待にも応じている。科学、環境保全、菜食主義、教育、殺生、エイズ予防など幅広い理念を交えながら、心、禅の修行、前世今生、密教仏法などの課題を通して学術交流や講演を行っている。

## 著作
中国語やチベット語による著作が多数あり、著作は英語にも翻訳
されている。
また、iPad、iPhone版アプリとして「漢藏英常用句図解辞典」が公開されており、4554の語句および3000以上の図が収録されている。
| 番号 | 年代   | 著作                                                  | 出版社                   |
| ---- | ------ | ----------------------------------------------------- | ------------------------ |
| 1    | 2007年 | 『輪廻の物語』                                        | 橡樹林出版社             |
| 2    | 2007年 | 『漢藏英常用句辞典』                                  | 四川民族出版社           |
| 3    | 2008年 | 『佛教—迷信 or 智信?!』                               | ラルン文化               |
| 4    | 2009年 | 『チベット仏教 神秘のベールを捲る』                   | ラルン文化               |
| 5    | 2010年 | 『チベット仏教の神秘を解き明かす』                    | ラルン文化               |
| 6    | 2010年 | 『四法印の真相』                                      | ラルン文化               |
| 7    | 2010年 | 『智慧之灯』 全8巻                                    | チベット人民出版社       |
| 8    | 2011年 | 『心経が量子物理に出逢ったら』                        | ラルン文化               |
| 9    | 2012年 | 『ケンポ・ツルティム・ロドゥ全集』（チベット語）全3巻 | 北京民族出版社           |
| 10   | 2013年 | 『漢藏英常用句図解辞典』                              | 四川民族出版社           |
| 11   | 2013年 | 『慧語蓮燈 』二ヶ国語版(中国語、英語)                 | 浙江古籍出版社           |
| 12   | 2014年 | 『準備は良いか：紙の虎に惑わされるな』                | ラルン文化               |
| 13   | 2014年 | 『命の真相：ンポ・ツルティム・ロドゥが輪廻を語る』    | 世界図書出版公司北京公司 |
| 14   | 2014年 | 『私たちはなぜ幸せになれないのか』                    | 贵州人民出版社           |
| 15   | 2015年 | 『命の本を読む』                                      | ラルン文化               |
| 16   | 2016年 | 『嘱托』                                              | 中国社会科学出版社       |
| 17   | 2016年 | 『東西文化対談』                                      | 北京民族出版社出版       |
| 18   | 2016年 | 『恵みの雨』                                          | 北京民族出版社出版       |
| 19   | 2016年 | 『戒慧日誌』                                          | ラルン文化事業出版社     |

## 過去の講演一覧
| 日 時          | 講演タイトル                         | 講演場所                                                           |
| -------------- | ------------------------------------ | ------------------------------------------------------------------ |
| 2014年4月15日  | チベット仏教の幸福学                 | 台北淡江大学（台湾）                                               |
| 2014年4月16日  | 心の危機との向き合い方               | 華梵大学（台湾）                                                   |
| 2014年4月17日  | 心の帰属を求めて                     | 台北大学（台湾）                                                   |
| 2015年1月3日   | 極楽浄土へ向かう簡単な修行方法       | サンウェイ大学（マレーシア・クワラルンプール）                     |
| 2015年1月3日   | 手放すこととその順序                 | サンウェイ大学（マレーシア・クワラルンプール）                     |
| 2015年1月6日   | 私たちはなぜ幸せになれないのか       | マレーシアマルチメディア大学（マレーシア・マラッカ）               |
| 2015年3月21日  | 縁起と空と現代生活                   | スタンフォード大学（アメリカ・サンフランシスコ）                   |
| 2015年4月7日   | 現代チベットにおける仏教の役割       | ハーバード大学（アメリカ・ボストン）                               |
| 2015年4月11日  | 現代チベットにおける仏教と社会       | コロンビア大学（アメリカ・ニューヨーク）                           |
| 2015年4月9日   | 仏教と人                             | コロンビア大学（アメリカ・ニューヨーク）                           |
| 2015年4月13日  | 仏教の実践－信仰を超えて             | コロンビア大学（アメリカ・ニューヨーク）                           |
| 2015年4月16日  | チベットの環境と文化の保護           | バージニア大学（アメリカ・バージニア州）                           |
| 2015年4月20日  | 仏教の考え 科学と世俗の社会          | バージニア大学（アメリカ・バージニア州）                           |
| 2015年4月23日  | 現代チベットにおける仏教と社会の発展 | オターベイン大学（アメリカ・オハイオ州）                           |
| 2015年4月27日  | 現代社会における仏教と発展           | ナーロパ大学（アメリカ・コロラド州）                               |
| 2015年4月28日  | チベットにおける菜食主義             | コロラド大学（アメリカ・コロラド州）                               |
| 2015年5月5日   | チベットの寺院および仏教の現状       | カリフォルニア大学サンタバーバラ分校（アメリカ・カリフォルニア州） |
| 2015年5月26日  | 仏教と幸福                           | クイーンズランド工科大学（オーストラリア・ブリスベン）             |
| 2015年5月27日  | 禅定と解脱                           | クイーンズランド工科大学（オーストラリア・ブリスベン）             |
| 2015年5月28日  | 信仰－宗教を超えて                   | クイーンズランド工科大学（オーストラリア・ブリスベン）             |
| 2015年5月30日  | 日常生活と瞑想方法                   | シドニー工科大学（オーストラリア・シドニー）                       |
| 2015年5月31日  | 瞑想の具体的方法                     | ニューサウスウェールズ大学（オーストラリア・シドニー）             |
| 2015年6月1日   | 煩悩の対処方法                       | マッコーリー大学（オーストラリア・シドニー）                       |
| 2015年6月6日   | 心の健康と大乗仏教                   | メルボルン大学（オーストラリア・メルボルン）                       |
| 2015年12月18日 | 空性とは何か                         | 香港理工大学张心瑜講演庁                                           |
| 2015年12月19日 | 空性の実践方法                       | 香港理工大学张心瑜講演庁                                           |
| 2016年1月2日   | 仏教の世界観                         | サンウェイ大学（マレーシア・クワラルンプール）                     |
| 2016年4月21日  | チベット仏教から見る「生命の価値」   | カリフォルニア大学（アメリカ・カリフォルニア州）                   |
| 2016年5月26日  | ワシントン大学公共講座               | ジョージ・ワシントン大学（アメリカ・ワシントンD.C.）               |